# Kasindo
Kasindo (cyr. Касиндо) – miejscowość w Bośni i Hercegowinie, w Republice Serbskiej, w mieście Sarajewo Wschodnie, w gminie Istočna Ilidža. W 2013 roku liczyła 539 mieszkańców.